# Municipio de San Pablo Cuatro Venados
El municipio de San Pablo Cuatro Venados es uno de los 570 municipios del estado mexicano de Oaxaca. Su cabecera es la localidad de San Pablo Cuatro Venados.

## Geografía
El municipio de San Pablo Cuatro Venados cuenta con un exclave ubicado al sur de su cabecera municipal. El territorio principal del municipio colinda al norte con los municipios de San Felipe Tejalápam, San Andrés Ixtlahuaca, San Pedro Ixtlahuaca y Cuilápam de Guerrero; al este con los municipios de Villa de Zaachila y Santa Inés del Monte; al sur con los municipios de Magdalena Mixtepec y Zimatlán de Álvarez; y al oeste con los municipios de San Miguel Peras y Santiago Tlazoyaltepec.
Su exclave limita al norte y al oeste con el municipio de San Miguel Peras, al sur con el municipio de San Antonino el Alto, y al este con los municipios de San Bernardo Mixtepec, Magdalena Mixtepec y Zimatlán de Álvarez.

## Localidades
El municipio de San Pablo Cuatro Venados cuenta con 16 localidades.
| Localidad                | Población (2020) |
| ------------------------ | ---------------- |
| Río Jalapilla            | 411              |
| San Pablo Cuatro Venados | 310              |
| El Zacatón               | 157              |

## Gobierno
El municipio de San Pablo Cuatro Venados se rige mediante el sistema de usos y costumbres.
| Presidente municipal     | Localidad |
| ------------------------ | --------- |
| Felipe López Santiago    | 1996-1998 |
| Manuel López Vázquez     | 1999-2001 |
| Juan López Torres        | 2002-2004 |
| Gerardo Sánchez Santiago | 2005-2007 |
| Antonio Cruz Cruz        | 2008-2010 |
| Joaquín López López      | 2011-2013 |
| Hermilo Santiago Luis    | 2014-2016 |
| Pedro Jiménez Miguel     | 2017-2019 |
| Adelfo Ramírez Morales   | 2020-2022 |
| Inocencio Morales López  | 2023-2025 |